# Abelia macrotera var. engleriana
Abelia macrotera var. engleriana (sin. Abelia engleriana), poluzimzeleni grm iz središnje Kine iz porodice kozokrvnica. Varijetet je vrste Abelia macrotera.

## Opis
Englerova abelija, kako je nazivaju uzgajivači, je grm koji izgleda dosta drugačije od drugih abelija. Postoji nekoliko razlika, a među njima da  ima veće cvjetove i vrlo je otporan.
Ljevkasti cvjetovi su širi, oko 2 cm dugi, izvana jednobojni, a iznutra svijetloružičasti s vidljivom zlatnožutom mrljom. Listovi su eliptični, tamno zeleni, djelomično sjajni s tankim crvenim rubovima. Grančice su smeđecrvene. Zahvaljujući dužim granama cvjetanje nije toliko gusto kao na manjim abelijama.
Ovo je prozračni grm srednje sporog rasta oko 1,5 m visok i širok. Može se orezati za gušći habitus u rano proljeće. Pogodna je za ljetne vrtove jer počinje cvjetati početkom ljeta i traje do njegovog kraja. 
Abelije su tolerantne na tlo, ali će uspijevati i u dobro dreniranom tlu, svakako sa puno sunca. Potpuno je otporan na nisku temperaturu do -27°C.

## Sinonimi
- Abelia engleriana (Graebn.) Rehder; Pl. Wilson. 1(1): 120 (1911)
- Abelia koehneana (Graebn.) Rehder; Sarg., Pl. Wilson. 1: 126 (1911)
- Abelia longituba Rehder; Sarg., Pl. Wilson. 1: 126 (1911)
- Linnaea engleriana Graebn.; Bot. Jahrb. Syst. 29: 132 (1900)
- Linnaea koehneana Graebn.; Bot. Jahrb. Syst. 29: 132 (1900)